# Dezogestrel
Dezogestrel, desogestrel (łac. desogestrelum) – hormonalny preparat antykoncepcyjny. Hamuje owulację oraz zagęszcza śluz w szyjce macicy, która staje się nieprzepuszczalna dla plemników.

## Farmakokinetyka
Lek szybko wchłania się z przewodu pokarmowego i jest metabolizowany do aktywnego metabolitu – etonogestrelu – osiągając maksymalne stężenie w surowicy krwi po 1,8 godziny. Etonogestrel w 95,5–99% wiąże się z białkami osocza. Biologiczny okres półtrwania wynosi około 30 godzin.

## Wskazania
- antykoncepcja hormonalna

## Przeciwwskazania
- nadwrażliwość na lek
- choroby żylne
- zaburzenia funkcji wątroby
- nowotwory hormonozależne
- choroby serca
- ciężkie nadciśnienie
- migrena
- krwawienie z dróg rodnych

## Działania niepożądane
- ból głowy
- nudności
- wymioty
- trądzik
- bolesność piersi
- zmiany nastroju
- nieregularne krwawienia międzymiesiączkowe
- zwiększenie masy ciała
- skórne reakcje alergiczne

## Preparaty proste
- Cerazette – tabletki 0,075 mg
- Symonette – tabletki 0,075 mg

### Dawkowanie
Doustnie, jedna tabletka leku raz na dobę, przez 28 dni. Po skończeniu opakowania następne rozpocząć następnego dnia.

## Preparaty złożone
- Ovulastan – tabletki (Desogestrelum 0,15 mg + Ethinylestradiolum 0,02 mg)[6]